# Tryphera succincta
Tryphera succincta är en tvåvingeart som beskrevs av Johann Wilhelm Meigen 1838. Tryphera succincta ingår i släktet Tryphera och familjen parasitflugor. Inga underarter finns listade i Catalogue of Life.